# 아이신기오로 호오거
아이신기오로 호오거(愛新覺羅豪格, 만주어: ᠠᡳᠰᡳᠨ ᡤᡳᠣᡵᠣ
ᡥᠣᠣᡤᡝ Aisin Gioro Hooge, 1609년 ~ 1648년)은 청나라의 황족이다. 청 제국의 태종 숭덕제의 장자이며 순치제의 이복 형이다. 어머니는 계비 울아나라씨. 숭덕제의 장자로 전공을 세워 황위 계승자로 내정되었으나, 배다른 숙부이자 라이벌인 도르곤의 지지파가 팽팽히 맞서 황위를 계승하지 못하였다. 도르곤의 라이벌로서 섭정직을 놓고 경합을 벌였으나, 결국 패하고 옥사한다. 시호는 숙무친왕(肅武親王)이다.

## 생애
1609년 홍타이지와 오랍나랍씨 부부의 장남으로 태어났다. 무용이 뛰어나 몽골족 및 명나라와의 전쟁에서 자신의 아버지인 홍타이지를 따라 출정하여 종종 무공을 세웠다. 숭덕 원년(1636년)에는 숙친왕(肅親王)에 봉해진다.
1643년 홍타이지가 급사한 후, 황위를 계승할 유력한 후보로 정황기, 양황기, 정홍기, 양홍기의 지지를 받았으나 다른 유력 후보이며 자신의 숙부인 도르곤을 옹립하려는 세력과 대립했다. 당시 종친의 수장이자 홍타이지의 이복 형인 예친왕 다이샨은 호격과 도르곤 양쪽 모두 황위에 올리지 않고 대신 호격의 이복동생인 6세의 복림이 순치제로 즉위했다. 호격은 도르곤과 함께 순치제의 후견인 중의 한사람이 되었다. 그러나 순치제의 시대에 섭정왕으로서 권세를 가진 도르곤은, 정적 호격을 실각시키기 위해 무고를 했고 호격의 작위를 박탈, 유금했다. 순치 5년(1648년) 옥중에서 사망했다.
순치제는 도르곤의 사후, 호격의 원죄를 풀어 명예를 회복시켜, 1651년 아들 부수에게 숙친왕을 잇게 하는 한편 도르곤의 작위를 박탈했다. 시호는 무(武)로 정식 칭호는 숙무친왕(肅武親王)이다. 순치제 친정 이후에 작위가 복권되었다.

## 기타
그의 아들 중 작위를 받은 것은 아들 부수로 현친왕이며, 다섯째 아들 맹권(猛瓘)은 온량군왕(温良郡王)의 작위를 받았다.
그의 가계는 11대손 헌장(憲章)이 1947년 후사없이 사망하여 남계는 단절되었다. 그 뒤 헌장의 동생이자 10대손 선기(善耆,아이신기오로 산치)에게 딸 셴위(顯玗,후에 '카와시마 요시코'로 개명)가 있었으나 셴위 역시 1948년에 사망함으로써 그의 가계는 완전히 단절되었다.

## 같이 보기
- 홍타이지
- 누르하치
- 도르곤
- 다이샨
- 순치제
- 강희제
- 오배